# Persone di nome Andrea/Pittori
| Questa pagina contiene informazioni ricavate automaticamente dalle voci biografiche con l'ausilio del template Bio e di un bot. L'aggiornamento è periodico e automatico e ricostruisce completamente la pagina. Se manca una persona in questa lista, sei pregato di non aggiungerla, ma accertati piuttosto che la sua voce biografica contenga il template Bio e che i dati anagrafici siano correttamente compilati. Se il template Bio manca, inseriscilo tu stesso o, in alternativa, metti l'avviso {{tmp\|Bio}} che ne segnala la mancanza. Se i dati riportati sono sbagliati, correggi direttamente la voce biografica; le modifiche saranno visibili in questa lista entro pochi giorni. Per chiarimenti vedi il progetto antroponimi. La lista contiene solo le 85 persone che sono citate nell'enciclopedia e per le quali è stato implementato correttamente il template Bio. Pagina aggiornata al 22 lug 2025. |

Questa è una lista di persone presenti nell'enciclopedia che hanno il nome Andrea e sono pittori.

## A(11)
- Andreas Achenbach, pittore tedesco (Kassel, n. 1815 - Düsseldorf, † 1910)
- Andrea Salvatore Aglio, pittore e scultore svizzero (Arzo, n. 1736 - Arzo, † 1786)
- Andrea Alfano, pittore e poeta italiano (Castrovillari, n. 1879 - Roma, † 1967)
- Andrea del Castagno, pittore italiano (Castagno, n. 1421 - Firenze, † 1457)
- Andrea di Bartolo, pittore italiano (Siena - Siena, † 1428)
- Andrea di Giusto, pittore italiano (Firenze - † 1450)
- Andrea d'Assisi, pittore italiano (Assisi, n. 1480 - † 1521)
- Andrea da Murano, pittore italiano
- Andrea di Mariotto del Minga, pittore italiano (n. 1540 - † 1596)
- Andrea Appiani il Giovane, pittore italiano (Milano, n. 1817 - Milano, † 1865)
- Andrea Bellunello, pittore italiano (Campedello - San Vito, † 1494)

## B(9)
- Andrea di Bonaiuto, pittore italiano (Firenze, n. 1319 - Firenze, † 1377)
- Andrea Barbiani, pittore italiano (n. 1708 - † 1779)
- Andrea Becchi, pittore italiano (Carpi, n. 1849 - Modena, † 1926)
- Andrea Belvedere, pittore italiano (Napoli - Napoli, † 1732)
- Andrea Benetti, pittore, fotografo e disegnatore italiano (Bologna, n. 1964)
- Andrea Besteghi, pittore italiano (Bologna, n. 1817 - Bologna, † 1869)
- Andrea Bianchi, pittore italiano
- Andrea Boscoli, pittore italiano (Firenze - † 1607)
- Andrea Busati, pittore italiano (Venezia)

## C(9)
- Andrea Camassei, pittore e incisore italiano (Bevagna, n. 1602 - Roma, † 1649)
- Andrea Carrera, pittore italiano (Trapani, n. 1590 - Palermo, † 1677)
- Andrea Casali, pittore italiano (Roma, n. 1705 - Roma, † 1784)
- Andrea Cefaly, pittore e politico italiano (Cortale, n. 1827 - Cortale, † 1907)
- Andrea Cefaly junior, pittore italiano (Cortale, n. 1901 - Cortale, † 1986)
- Andrea Celesti, pittore italiano (Venezia, n. 1637 - Toscolano, † 1712)
- Andrea Cherubini, pittore italiano (Roma, n. 1833 - Capri, † 1905)
- Andrea Chiesi, pittore, disegnatore e docente italiano (Modena, n. 1966)
- Andrea Commodi, pittore italiano (Firenze, n. 1560 - Firenze, † 1638)

## D(10)
- Andrea D'Antoni, pittore italiano (Palermo, n. 1811 - Palermo, † 1868)
- Andrea De Lione, pittore italiano (Napoli, n. 1610 - Napoli, † 1685)
- Andrea De Litio, pittore italiano (Lecce nei Marsi - Atri)
- Andrea De Passeri, pittore italiano (Torno)
- Andrea del Sarto, pittore italiano (Firenze, n. 1486 - Firenze, † 1530)
- Andrea da Manerbio, pittore italiano (Manerbio)
- Andrea dell'Asta, pittore italiano (Bagnoli Irpino, n. 1673 - Napoli, † 1721)
- Andrea di Giovanni, pittore italiano (Orvieto)
- Andrea di Niccolò, pittore italiano (n. 1440 - † 1514)
- Andrea di Ricco, pittore italiano (Firenze, n. 1213 - Firenze, † 1294)

## F(4)
- Andrea di Cosimo Feltrini, pittore italiano (Firenze, n. 1477 - Firenze, † 1548)
- Andrea Figari, pittore italiano (Sassari, n. 1858 - Genova, † 1945)
- Andrea Fossati, pittore italiano (Toscolano Maderno, n. 1844 - Toscolano Maderno, † 1919)
- Andrea Fossombrone, pittore e illustratore italiano (Zara, n. 1886 - Milano, † 1963)

## G(3)
- Andrea Gabbriellini, pittore, scultore e incisore italiano (Molina di Quosa, n. 1933)
- Andrea Gastaldi, pittore italiano (Torino, n. 1826 - Torino, † 1889)
- Andrea Gusmai, pittore italiano (Trani, n. 1902 - † 1992)

## L(8)
- Andrea Landini, pittore italiano (Firenze, n. 1847 - Firenze, † 1935)
- Andrea Lanzani, pittore italiano (Milano, n. 1641 - Milano, † 1712)
- Andrea Leoncini, pittore italiano (Campo Freddo, n. 1708 - Genova, † 1760)
- Andrea Lilli, pittore italiano (Ancona, n. 1570)
- Andrea Giovanni Lo Bianco, pittore italiano (Comiso)
- Andrea Locatelli, pittore italiano (Roma, n. 1695 - Roma, † 1741)
- Andrea Lusso, pittore italiano (Ilbono, n. 1575 - Lotzorai, † 1627)
- Andrea Lussu, pittore italiano

## M(8)
- Andrea Mainardi, pittore italiano (Cremona - Cremona, † 1617)
- Andrea Malinconico, pittore italiano (Napoli, n. 1635 - Napoli, † 1698)
- Andrea Mantegna, pittore, incisore e miniaturista italiano (Isola di Carturo, n. 1431 - Mantova, † 1506)
- Andrea Pasqualino Marini da Recanati, pittore italiano (Recanati - Roma)
- Andrea Vicentino, pittore italiano (Vicenza - Venezia, † 1618)
- Andrea Miglionico, pittore italiano (Miglionico, n. 1662 - Ginosa, † 1711)
- Andrea Monticelli, pittore italiano (Bologna, n. 1640 - † 1716)
- Andrea Schiavone, pittore e incisore italiano (Zara - Venezia, † 1563)

## O(1)
- Orcagna, pittore, scultore e architetto italiano († 1368)

## P(6)
- Andrea Pellegrini, pittore italiano (Puria - Milano, † 1620)
- Brescianino, pittore italiano (Firenze)
- Andrea Polinori, pittore italiano (Todi, n. 1586 - Todi, † 1648)
- Andrea Porta, pittore italiano (Milano, n. 1656 - Milano, † 1723)
- Andrea Pozzi, pittore italiano (Roma, n. 1777 - Roma, † 1837)
- Andrea Previtali, pittore italiano (Brembate di Sopra - Bergamo, † 1528)

## R(1)
- Andrea Rizo da Candia, pittore greco (Candia - Candia)

## S(10)
- Andrea Sabatini, pittore italiano (Salerno, n. 1480 - Gaeta, † 1545)
- Andrea Sacchi, pittore italiano (Roma, n. 1599 - Roma, † 1661)
- Andrea Saltini, pittore, poeta e direttore artistico italiano (Carpi, n. 1974)
- Andrea Scutellari, pittore italiano (Viadana, n. 1560)
- Andrea Seghizzi, pittore italiano (Bologna, n. 1630 - † 1684)
- Andrea Semino, pittore italiano (Genova - † 1594)
- Andrea Sguazzella, pittore italiano
- Andrea Solari, pittore italiano (Milano - Milano, † 1524)
- Andrea Soldi, pittore italiano († 1771)
- Andrea Suppa, pittore italiano (Messina, n. 1628 - † 1671)

## T(2)
- Andrea Tavernier, pittore italiano (Torino, n. 1858 - Grottaferrata, † 1932)
- Andrea Terzi, pittore e scultore italiano (Monreale, n. 1842 - Roma, † 1918)

## U(1)
- Andrea Urbani, pittore e scenografo italiano (Venezia, n. 1711 - Padova, † 1798)

## V(2)
- Andrea Vaccaro, pittore italiano (Napoli, n. 1604 - Napoli, † 1670)
- Andrea Vanni, pittore e diplomatico italiano (Siena - Siena)